# Le Journal intime d'une future star
Pour plus de détails, voir Fiche technique et Distribution.
Le Journal intime d'une future star ou Confessions d'une jeune diva au Québec (Confessions of a Teenage Drama Queen) est un film américain de Sara Sugarman sorti en 2004 avec Lindsay Lohan, Adam Garcia et Glenne Headly.

## Synopsis
Lola (Lindsay Lohan), qui vit à New York avec sa mère et ses deux jeunes sœurs, est fan d'un groupe nommé Sid Arthur et rêve d'être comédienne. Cependant, Lola déménage du jour au lendemain dans le New Jersey. À son arrivée dans son nouveau collège elle rencontre Ella (Alison Pill), qui elle aussi est une fan de Sid Arthur. Les deux filles se lient d'amitié, ce qui n'est pas le cas de Carla (Megan Fox), la fille la plus populaire du lycée, dont le père est l'avocat du groupe. Nait rapidement une rivalité entre Lola et Carla qui s'envoient des piques dès que l'occasion se présente. Brusquement, le groupe de musique fait une annonce officielle à la radio expliquant aux fans que le groupe se sépare et qu'ils donneront prochainement un tout dernier concert. Carla, grâce à son père, obtient des places V.I.P pour les voir jouer sur scène et pour une petite fête avec des célébrités après le concert. Lola, qui ne les a jamais vus pour de vrai persuade ses parents de la laisser y aller avec Ella. Malheureusement, quand les deux filles veulent acheter leurs places, elles se rendent compte qu'elles ont perdu leur argent. Lola est pourtant prête à tout pour voir son groupe préféré, s'ensuivent des aventures drôles et sympathiques.

## Fiche technique
- Titre original : Confessions of a Teenage Drama Queen
- Titre français : Le Journal intime d'une future star
- Titre québécois : Confessions d'une jeune diva
- Réalisation : Sara Sugarman
- Scénario : Gail Parent et Dyan Sheldon, d'après l'œuvre de Dyan Sheldon
- Photographie : Stephen H. Burum
- Musique : Mark Mothersbaugh
- Production : Jerry Leider et Robert Shapiro (en)
- Société de distribution : Buena Vista Pictures
- Budget : 15 000 000 $ (est.)
- Pays d'origine :  États-Unis
- Langue : anglais
- Durée : 89 min
- Date de sortie :
  - États-Unis : 20 février 2004

## Distribution
Légende : V. F. = Version Française et V. Q. = Version Québécoise
- Lindsay Lohan (V. F. : Marie Van Ermengen ; V. Q. : Kim Jalabert) : Mary « Lola » Stepp
- Adam Garcia (V. Q. : Gilbert Lachance) : Stuart « Stu » Wolff
- Glenne Headly (V. F. : Stéphanie Excoffier) : Karen Cep
- Alison Pill (V. F. : Anneliese Fromont ; V. Q. : Geneviève Désilets) : Ella Gerard
- Eli Marienthal (V. Q. : Sébastien Reding) : Sam
- Carol Kane (V. F. : Carine SERONT : Miss Baggoli
- Adam MacDonald (V. Q. : Louis-Philippe Dandenault) : Steve Maya
- Megan Fox (V. F. : Kelly Marot ; V. Q. : Nadia Paradis) : Carla Santini
- Sheila McCarthy : Mme Gerard
- Tom McCamus : Calum Cep
- Richard Fitzpatrick : Mr Gerard
- Alison Sealy-Smith : le sergent Rose
- Ashley Leggat : Marcia
- Barbara Mamabolo (V. Q. : Catherine Bonneau) : Robin
- Maggie Oskam : Paige

## Bande Originale
1. "Drama Queen (That Girl)" - Lindsay Lohan (Pam Sheyne, Bill Wolfe) – 3:29
2. "Ready" - Cherie – 3:22
3. "Ladies Night" - Atomic Kitten featuring Kool & the Gang – 3:06
4. "Perfect" (acoustic version) - Simple Plan – 4:07
5. "Tomorrow" - Lillix – 3:39
6. "What Are You Waiting For" - Lindsay Lohan (Bridget Benenate, Matthew Gerrard, Steve Booker) – 3:19
7. "Na Na" - Superchick – 3:45
8. "1, 2, 3" - Nikki Cleary – 3:28
9. "Don't Move On/Living for the City/Changes" Medley - Lindsay Lohan (David Bowie, Marty Blasick, Stevie Wonder) – 2:22
10. "Boom" - Fan 3 – 3:20
11. "A Day in the Life" - Lindsay Lohan (James Scoggin, Samantha Moore, Kirk Miller) – 3:19
12. "The Real Me" - Alexis – 4:22
13. "Un-Sweet Sixteen" - Wakefield – 2:55
14. "Only in the Movies" - Diffuser – 2:55

Un single est issu de cet album en janvier 2004 : "Drama Queen (That Girl)".